# De Moeder (Nielsen)
De Moeder (Deens: Moderen), opus 41 / FS94, van de Deense componist Carl Nielsen (1865-1931) is toneelmuziek, geschreven voor het gelijknamige theaterwerk van Helge Rode. 
Het stuk met patriottische inhoud is geschreven voor de festiviteiten ter gelegenheid van het heraansluiten van de provincie Zuid-Jutland (Noord-Sleeswijk) bij Denemarken in 1920. De première van Moderen vond plaats op 30 januari 1921 in Det Kongelige Teater in Kopenhagen. 
De muziek bestaat voornamelijk uit liederen voor mannenstem, begeleid door orkest. Het toneelstuk had weinig succes bij het publiek, maar Nielsens muziek wel. Er zijn drie instrumentale deeltjes uit de toneelmuziek genomen, die als Tre uddag fra Moderen (Drie delen uit De Moeder) regelmatig worden gespeeld. Zij duren in totaal slechts 5 minuten en hebben elk een eigen instrumentatie:
1. Tågen letter (De mist trekt op): fluit en harp;
2. Børnene leger (De kinderen spelen): fluit solo;
3. Tro og Håb spiller (Het spel van Geloof en Hoop): fluit en altviool.

## Bron en discografie
- Uitgave Dacapo: Diamant Ensemble